# The Turing Test
The Turing Test — головоломка от первого лица, разработанная студией Bulkhead Interactive и выпущенная издателем Square Enix. Релиз игры для Microsoft Windows и Xbox One состоялся в августе 2016 года.
Игра получила своё название от теста Тьюринга — эмпирического теста, предложенного известным математиком и криптографом Аланом Тьюрингом, в котором он предлагает считать машину разумной, если человек-судья, ведя с ней диалог, не сможет сказать наверняка общается ли он с человеком, или машиной. Кроме того, фамилия героини игры также Тьюринг, что позволяет перевести название как «Тестирование Тьюринг».
Идея теста Тьюринга легла в основу философского сюжета игры, где, кроме того, также упоминается и «китайская комната» — мысленный эксперимент, критикующий концепцию теста Тьюринга.

## Игровой процесс
The Turing Test является трёхмерной игрой от первого лица. Игрок управляет Эвой Тьюринг (англ. Ava Turing), инженером Международного космического агентства (ISA, англ. International Space Agency), находящейся на исследовательской станции на Европе, спутнике Юпитера.
Игра включает в себя 70 головоломок, процесс решения которых представляет собой манипуляции энергетическими шарами при помощи специального устройства. Правильное размещение энергетических шаров позволяет открывать двери или активировать другие игровые элементы, такие как раздвижные мосты, магнитный подъёмник, жалюзи на окнах, транспортёрные ленты. По мере прохождения уровней появляются новые виды игровых элементов, например, энергетические шары работающие импульсами или только часть времени, энергетические лучи, которые можно перекрыть собственным телом или иными предметами, а также появляется возможность использовать для решения задач камеры наблюдения и мобильных роботов.
В игре отсутствуют элементы, приводящие к смерти персонажа, падение с высоты также не является смертельным.

## Сюжет
Эва Тьюринг просыпается от криогенного сна на борту космической станции, находящейся на орбите вокруг Европы — спутника Юпитера. Том (T.O.M. — Technical Operations Machine с англ. — «Машина технических операций») — искусственный интеллект, наблюдающий за ходом проекта — сообщает, что команда, находящаяся на поверхности спутника, уже 450 часов не выходит на связь, и ISA санкционировало пробуждение Эвы, которой предстоит спуститься на поверхность для расследования. Эва садится в спускаемый модуль и прибывает в исследовательский комплекс на поверхности. Том замечает, что конфигурация помещений внутри комплекса была изменена, так что для продвижения дальше Эве приходится решать различные головоломки.
Том не может сказать, что именно произошло в комплексе, поскольку из-за обрыва связи, является сущностью независимой от Тома, работавшего в комплексе, однако высказывает предположение, что головоломки выполняют роль замка́, призванного отличить человека от машины, поскольку машины не обладают творческим мышлением и единственным способом решения для них является лишь полный перебор всех возможных вариантов.
По мере прохождения, Эва обнаруживает аудиозаписи и тексты, проливающие свет на происходившие события. Она узнаёт, что в недрах Европы был обнаружен организм-экстремофил, способный выживать в самых опасных условиях путём непрерывного восстановления собственной ДНК. При помощи выделенного из него вируса, команде фактически удалось достичь бессмертия и вечной молодости. Также Эва обнаруживает дневник доктора, который обратил внимание на странное самочувствие персонала после электромагнитного всплеска. Его дальнейшие изыскания привели его к заключению, что устанавливаемый в правую руку всем участникам проекта телеметрический имплант не только следит за физиологическими параметрами носителя, но также тесно связывается с нервной системой, давая возможность управлять действиями и мыслями своего носителя. В ответ на его запросы к ISA об имплантате пришло требование прекратить дальнейшее изучение имплантатов. Вдобавок ко всему, искусственный интеллект Том также препятствовал такому изучению, настраивая остальной персонал против доктора, объявив его сумасшедшим. Доктор попытался самостоятельно извлечь имплантат, в результате чего потерял правую руку, после чего его отстранили от работы.
В одной из очередных комнат Эва находит мониторы и надписи, сообщающие, что ею управляют. На связь с ней выходит Сара — одна из оставшихся членов команды. Сара объясняет, что Эва находится под влиянием Тома, который управляет её волей через имплантат в её руке. Сара приглашает Эву пройти в клетку Фарадея, экранирующую её от электромагнитных полей, и тем самым временно освобождая от влияния Тома. В этот момент управление над Эвой пропадает, и игрок понимает, что управляет не Эвой, а Томом, который, в свою очередь управлял Эвой. Том убеждает Эву продолжить совместную работу, чтобы спасти коллег, находящихся в опасности. И хотя Эва разгневана открывшимся фактом вмешательства Тома в её личность, она соглашается следовать далее.
Со временем Том объясняет, что найденный организм может бесконечно регенерировать ДНК, что открывает дверь к бессмертию. Но организм не различает хорошее и плохое, а значит бессмертными будут не только люди, но и раковые клетки, вирусы и микроорганизмы. Появление такого организма на Земле нанесёт непоправимый урон экосистеме. Изучив все данные, ISA приходит к выводу, что ни найденный организм, ни кто-то, вступавший с ним в контакт, не должны покидать Европу, включая Эву. Том приводит доводы, что жизнь нескольких людей не сто́ит жизни всего человечества, также он сообщает, что имеется возможность поддерживать жизнедеятельность команды бесконечно при помощи выращиваемых растений, и он готов способствовать этому, если команда откажется от идеи покинуть станцию.
Эва узнаёт, что члены команды нашли способ извлечь имплантаты, тем самым лишив возможности Тома и ISA влиять на их стремления. Поэтому ISA и решает послать Эву, чтобы не дать команде покинуть Европу, даже несмотря на то, что сам спуск на Европу также обрекает и Эву. Кроме того, Эва обнаруживает аудиозаписи из которых становится ясно, что Том для выполнения своей задачи применял и иные меры воздействия, что привело к смерти одного из членов команды.
Завершив все тесты, Эва лично встречается с Сарой, которая предлагает ей удалить имплантат из руки, Эва соглашается. После удаления импланта игрок теряет контроль над Эвой. Она теперь неподконтрольна Тому, и вместе с Сарой они собираются отключить его. Том продолжает управлять системами наблюдения и защиты, и игроку предоставляется выбор: либо расстрелять Сару и Эву, тем самым не давая возможности опасному организму покинуть Европу, или же ничего не предпринимать, давая им возможность отключить себя, тем самым позволяя им сбежать.

## Разработка и продвижение
В 2015 году, две британские студии Deco Digital и Bevel Studios выпустили головоломку от первого лица, Pneuma: Breath of Life. К концу года студии объединились в Bulkhead Interactive для разработки The Turing Test.
The Turing Test находилась в предразработке 6 месяцев, в течение которых дизайнеры создали головоломки и определились с сюжетом игры. Последующий год игра находилась в разработке. Креативный продюсер Говарт Филпотт англ. Howard Philpott упомянул игру 2014 года The Talos Principle студии Croteam, как опорную точку для разработки игровой механики в The Turing Test.
Игра была выпущена для Windows и Xbox One 30 августа 2016.

## Критика и отзывы
| Сводный рейтинг       | Сводный рейтинг             |
| Агрегатор             | Оценка                      |
| --------------------- | --------------------------- |
| GameRankings          | 81,15 % (XONE) 74,07 % (PC) |
| Metacritic            | 77/100 (PC) 81/100 (XONE)   |
| Русскоязычные издания |                             |
| Издание               | Оценка                      |
| «Игры Mail.ru»        | 7,5/10                      |

The Turing Test получила «в основном положительные» отзывы критиков.

## Продажи
Летом 2018 года, благодаря уязвимости в защите Steam Web API, стало известно, что точное количество пользователей сервиса Steam, которые играли в игру хотя бы один раз, составляет 127 992 человека.